# Castelvenere
Castelvenere est une commune italienne de la province de Bénévent dans la région Campanie ( Naples) en Italie. Elle est traversée par le torrent Seneta. Son Saint est San Barbato. 

## Administration
| Période                                  | Période | Identité | Étiquette | Qualité |
| ---------------------------------------- | ------- | -------- | --------- | ------- |
|                                          |         |          |           |         |
| Les données manquantes sont à compléter. |         |          |           |         |

### Communes limitrophes
Guardia Sanframondi, San Lorenzello, San Salvatore Telesino, Solopaca, Telese Terme